# 脱水机
脱水机是一種洗涤机械，一般用於衣物、纺织物品、农作物等物品洗涤之后的除水过程。脱水之后再利用烘干机加以烘干，则可以达到彻底干燥的效果。

## 工作原理
脱水机的主要部件是不锈钢或塑膠内胆，内胆四周布有小孔，待脱水的衣物就放在内胆中。电动机通过皮带带动不锈钢内胆高速旋转。于是产生很大的离心力，水分因此通过内胆上的小孔被甩出去，被收集后统一排出。

## 工业脱水机的特点
对于潮湿的衣物，脱水机工作两分钟所达到的干燥效果差不多与烘干机工作的首20分钟所达到的效果相同，但是脱水机无法彻底干燥衣物，所以較节约时间和能源的做法是先对潮湿的衣物先进行脱水操作，脱完水后再进行烘干操作。
工业脱水机一般为三足悬摆式结构，三足装有弹簧，可避免因载重不平衡而产生的振动。内胆外壳采用不锈钢板精制而成，坚固耐用。制动一般采用制动开合臂装，制动性能好，安全可靠。采用三角胶带传动，由电机带动起步轮，缓步起动至正常转速，运转平稳无振动。